# Velvyslanec Spojených států amerických v České republice
Velvyslanec Spojených států amerických v České republice je pověřená osoba, která v České republice zastupuje zájmy a reprezentuje Spojené státy americké.
Procedura navržení velvyslance začíná u amerického prezidenta, který nominuje osobu, jejíž nominace je následně zaslána do Senátu. Ten tuto nominaci potvrdí, nebo zamítne. Pokud je nominace zamítnuta, procedura začíná znovu. V případě potvrzení je životopis schválené osoby zaslán České republice, která vysloví tzv. agrément a tím formálně potvrdí, že navržená osoba je z jejich pohledu v pořádku. V případě nevyslovení agrément jde o signál, že diplomatické vztahy obou zemí nejsou v úplném pořádku nebo není v pořádku navrhovaná osoba, vůči které má Česká republika zásadní výhrady. Pokud je osoba schválena, stává se z ní tzv. designovaný velvyslanec. Teprve až předáním pověřovacích listin prezidentu republiky se z osoby stává oficiální velvyslanec.
Od 20. ledna 2009 byl úřad velvyslance neobsazen. Česká média informovala, že by prezident Barack Obama mohl navrhnout podnikatele Marca Nathansona. V červnu 2010 nakonec navrhl svého poradce Normana Eisena, jehož matka pocházela z Čech. Senát USA mu však odmítl poskytnout potřebný souhlas ke jmenování, pro odpor některých republikánů. 29. prosince 2010 prezident využil svého ústavního práva, které umožňuje, aby jmenoval vysoké státní zaměstnance i bez nutného souhlasu Senátu, a to v případě, že je činnost tohoto tělesa přerušena (čl. II, odst. 2. Ústavy, tzv. recess appointment). Velvyslancem se tak stal Norman Eisen. Období služby je v tomto případě omezeno maximálně na dva roky.

## Seznam velvyslanců v České republice
1. Adrian A. Basora, jmenován v roce 1992, oficiálně ve funkci od 1. ledna 1993 do roku 1995
2. Jenonne R. Walker, 1995–1998
3. John Shattuck, 1998–2000
4. Craig Roberts Stapleton, 2001–2003
5. William J. Cabaniss, 2003–2006
6. Richard W. Graber, 2006–2009

- Mary Thompsonová-Jonesová, Chargé d’affaires ad interim, 20. ledna 2009 – květen 2010
- John Ordway, Chargé d’affaires ad interim, květen 2010 – srpen 2010
- Joseph Pennington, Chargé d’affaires ad interim, srpen 2010 – prosinec 2010

1. Norman L. Eisen, od 29. prosince 2010,[3] pověřovací listiny předány 28. ledna 2011
2. Andrew Schapiro, od 14. srpna 2014 do 20. ledna. 2017, pověřovací listiny předány 30. září 2014[4] Post opouští v den inaugurace nového amerického prezidenta Donalda Trumpa. Schapiro není kariérním diplomatem, na misi v Praze ho vyslal Trumpův předchůdce Barack Obama jako svého politického velvyslance. Právě kvůli své vazbě na Obamu Schapiro při střídání prezidentů podal rezignaci.
3. Stephen B. King, nominován 10. července 2017, schválen Senátem USA 6. října 2017[5], pověřovací listiny předány 6. prosince 2017[6], post opustil 20. ledna 2021.

- Jennifer Bachusová, Chargé d’affaires ad interim, 20. ledna 2021 – 29. března 2022
- Michael Dodman, Chargé d’affaires ad interim, 29. března 2022 – 18. srpna 2022
- Christy Agorová, Chargé d’affaires ad interim, 18. srpna 2022 – 31. ledna 2023

1. Bijan Sabet, nominován 3. srpna 2022, schválen Senátem USA 13. prosince 2022,[7] předání pověřovacích listin proběhlo 15. února 2023.[8]

- Christy Agorová, Chargé d’affaires ad interim, od 20. ledna 2025 – 20. června 2025
- David Wisner, Chargé d’affaires ad interim, od 20. června 2025